# Uroczysko Zielona
Uroczysko Zielona – użytek ekologiczny w województwie śląskim, w Dąbrowie Górniczej. Użytek znajduje się na terenie parku Zielona, w jego wschodniej części. Został ustanowiony w 2008 roku i zajmuje powierzchnię 17,5 ha.

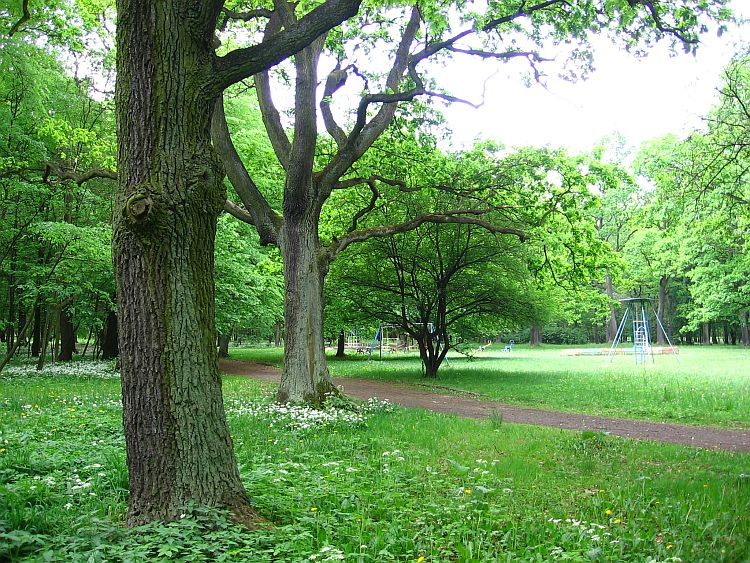

## Wartość przyrodnicza

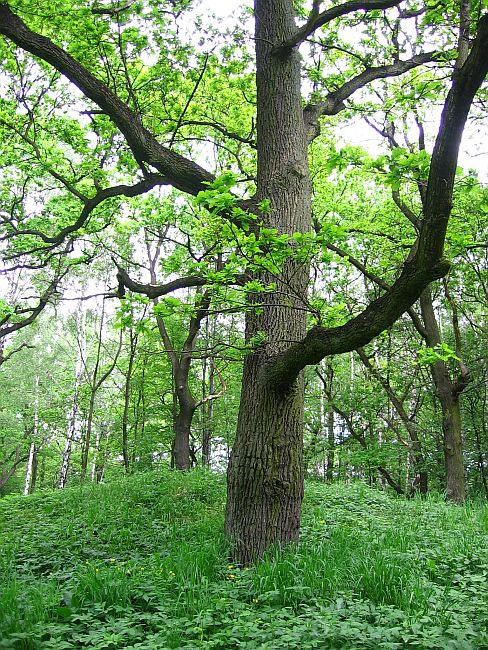

Na terenie użytku utworzono ścieżkę dydaktyczną, mającą zaprezentować tutejszą faunę i florę. Kolejne tablice opisują poszczególne typy tutejszych siedlisk (grąd świeży, grąd niski, łęg) i najciekawsze rośliny (lilia złotogłów).
Na terenie użytku znajduje się także staw, będący miejscem rozmnażania się płazów i siedliskiem ptaków, piżmaków, a także interesujących roślin, jak np. osoka aloesowata.

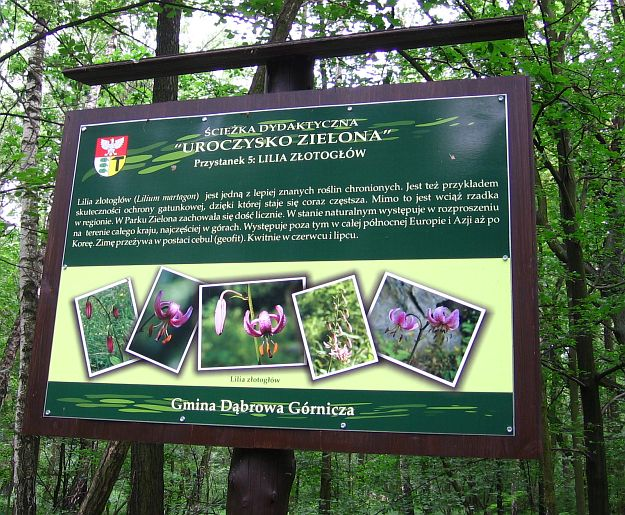
Jedna z tablic na ścieżce dydaktycznej

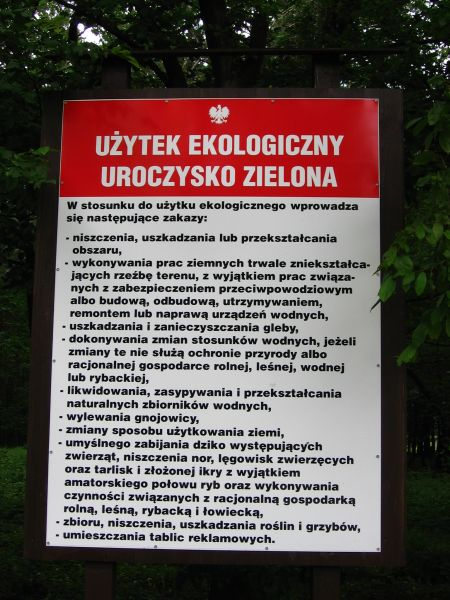
Użytek ekologiczny „Uroczysko Zielona” – tablica informacyjna

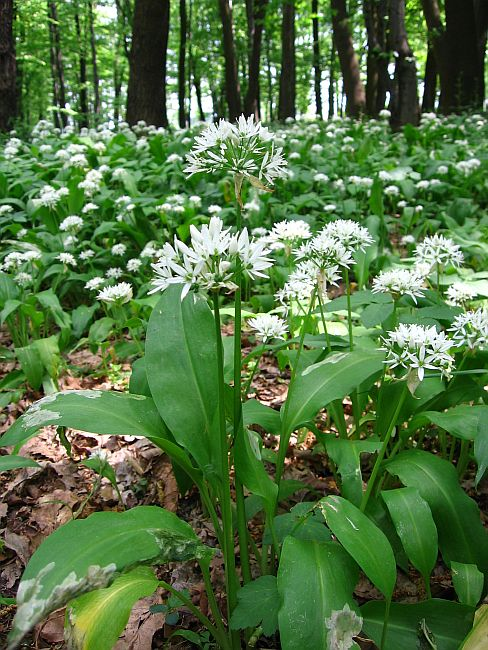
Czosnek niedźwiedzi (Alium ursinum L.)

### Ścieżka dydaktyczna na terenie użytku[3]
- Przystanek 1 – Grąd świeży

Ten typ grądu występuje na żyznych, średnio wilgotnych glebach. W drzewostanie występują graby, lipy drobnolistne i dęby szypułkowe. W runie dominują gatunki kwitnące wiosną, np. zawilec gajowy, szczyr trwały.
- Przystanek 2 – Grąd niski

Jest to zbiorowisko przejściowe między typowymi grądami a łęgami. Charakterystyczny udział jesionów i wiązów oraz w warstwie krzewów – czeremchy zwyczajnej. W runie dominuje obficie kwitnący w maju czosnek niedźwiedzi.
- Przystanek 3 – Łęg

Tutaj jest to typ łęgu olszowo-jesionowego. W zagłębieniach terenu stoi woda, co jest charakterystyczne. Oprócz jesionów i wiązów występują tu licznie olchy czarne. W runie masowo występuje ziarnopłon wiosenny, kosaciec żółty i karbieniec pospolity.
- Przystanek 4 – Staw

Występują w nim rośliny o liściach pływających, jak np. grążele, a także rośliny zanurzone: rogatek i wywłócznik. W wysokich brzegach kopią nory piżmaki, często można także spotkać kaczki krzyżówki.
- Przystanek 5 – Lilia złotogłów

Jest to jedna z najlepiej znanych roślin chronionych. Na terenie użytku ekologicznego Uroczysko Zielona zachowała się dość licznie. Roślina ta kwitnie w czerwcu i lipcu.

### Galeria zdjęć: staw

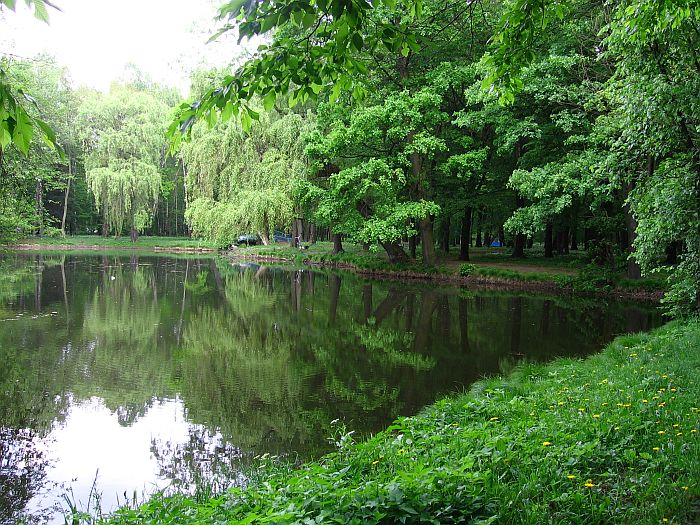
Uroczysko Zielona w Dąbrowie Górniczej – staw; lato
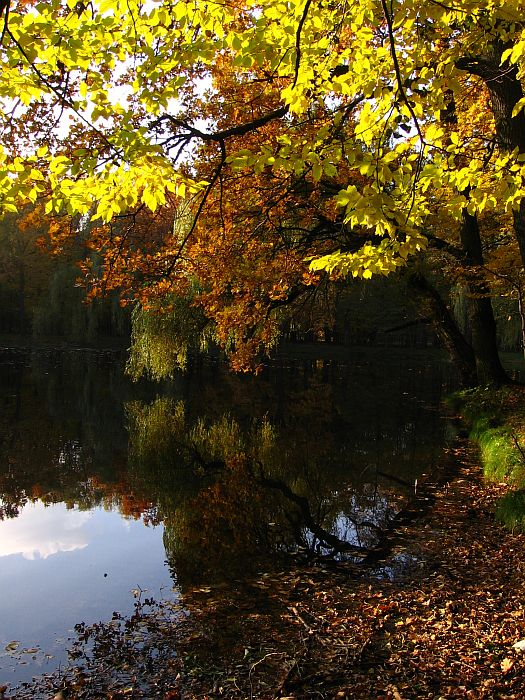
Uroczysko Zielona w Dąbrowie Górniczej – staw; jesień
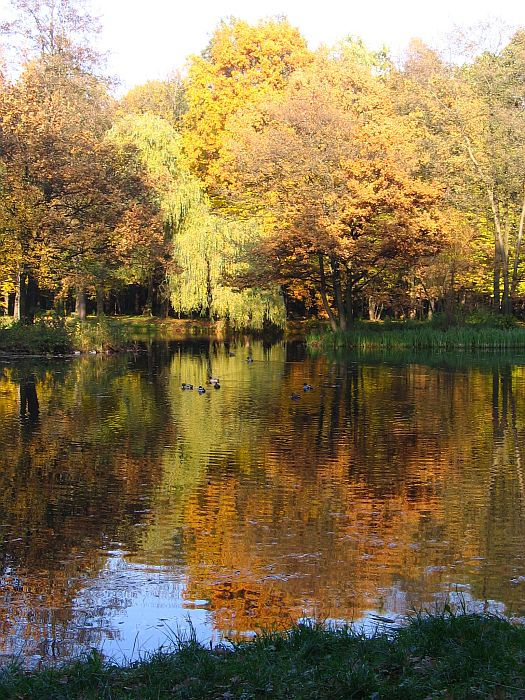
Uroczysko Zielona w Dąbrowie Górniczej – staw; jesień